# Urban Loritz

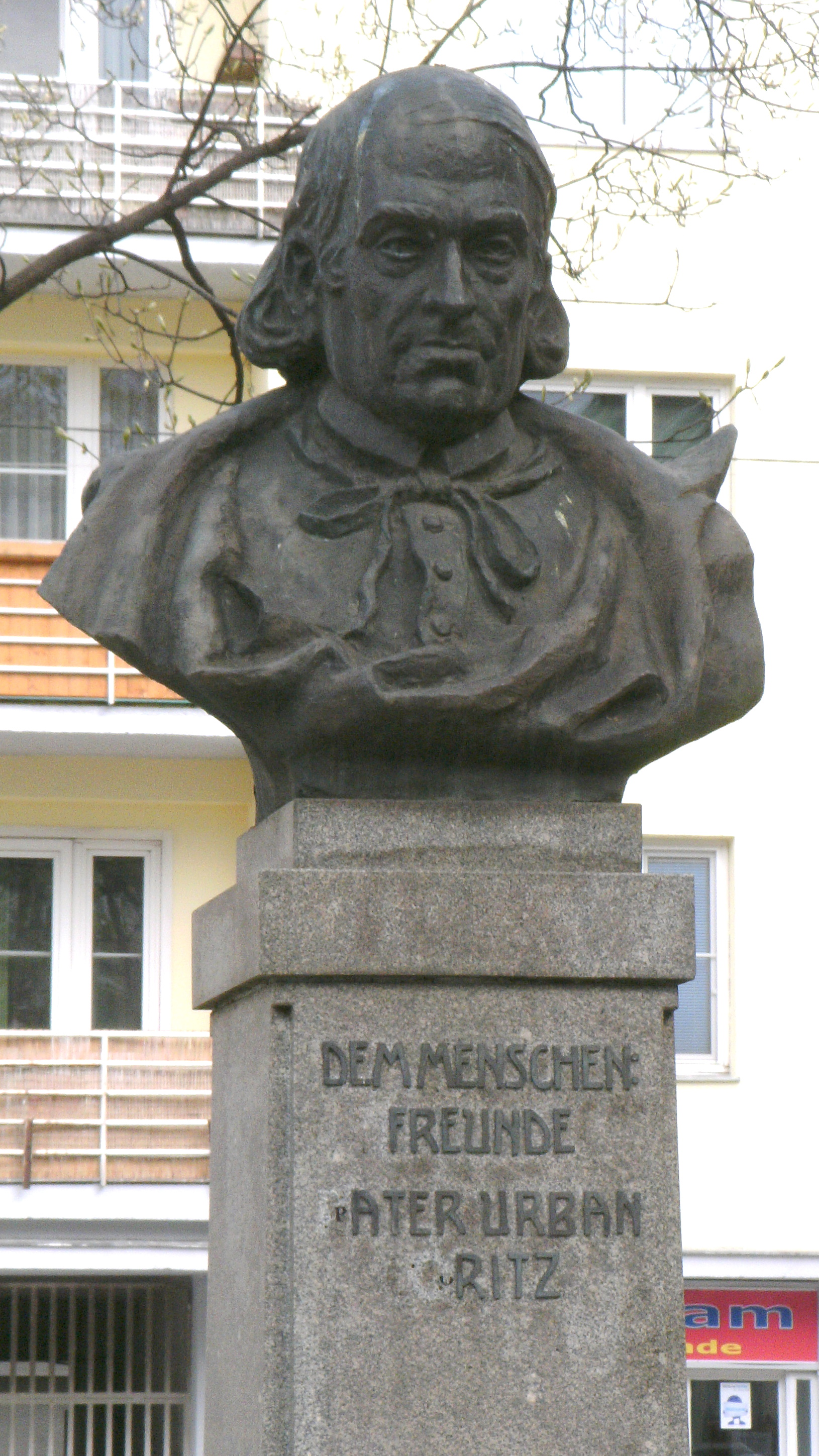
Denkmal für Urban Loritz am Urban-Loritz-Platz in Wien-Neubau

Urban Loritz OSB (* 1. Jänner 1807 in Wien; † 30. September 1881 ebenda; eigentlich Joseph Loritz) war ein österreichischer Benediktiner und Seelsorger.

## Leben
Loritz, der Sohn eines Uhrmachers, trat nach dem Besuch des Wiener Schottengymnasiums 1825 in die Schottenabtei ein, absolvierte das Studium der Theologie an der Universität Wien und wurde 1830 zum Priester geweiht. 1831 meldete er sich freiwillig zur Seelsorge im Gumpendorfer Choleraspital. Auch als Kooperator in Eggendorf im Thale ab 1832 kümmerte er sich um Infektionskranke, erkrankte aber selbst an den Blattern. Von 1836 bis 1841 war er an der Katholisch-Theologischen Fakultät der Wiener Universität supplierender Professor für Pädagogik und Pastoraltheologie sowie akademischer Prediger. 1841 wurde er Kooperator in Schottenfeld unter Honorius Kraus, dem er 1850 als Pfarrer nachfolgte. Dieses Amt bekleidete er bis zu seinem Lebensende 1881.
Dem Vorbild seines Amtsvorgängers Kraus folgend, engagierte er sich für die sozial Schwächeren, besonders die Kinder und Jugendlichen, und bemühte sich um eine Überwindung der sozialen Unterschiede und Spannungen. 1853 gründete er eine Kleinkinderbewahranstalt für verwahrloste Kinder. Darüber hinaus war er auch schriftstellerisch tätig. Aufgrund seiner volkstümlichen und originellen Art entwickelte er sich zu einer der populärsten Seelsorgerpersönlichkeiten im Wien des 19. Jahrhunderts.

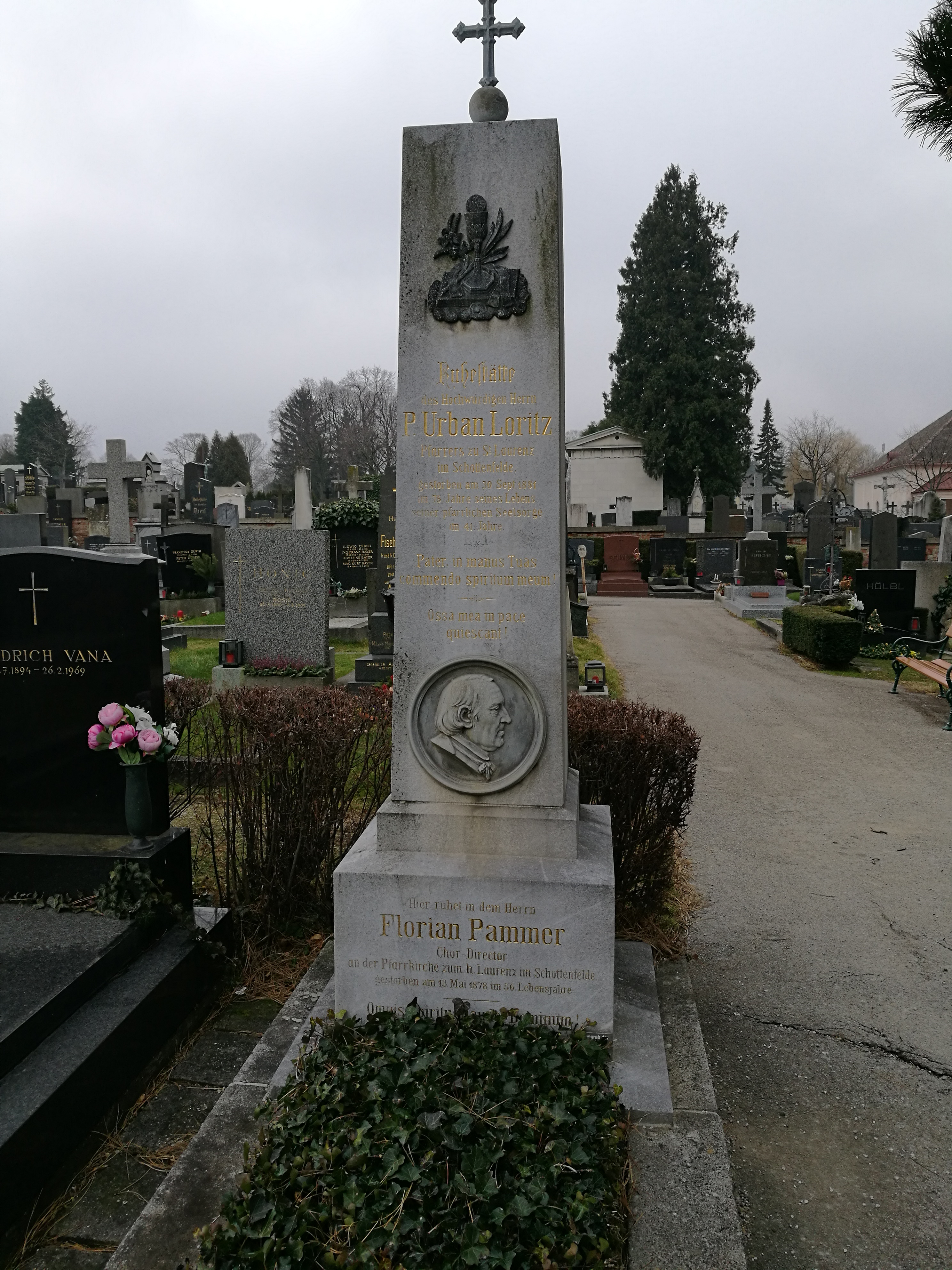
Das Grab am Hietzinger Friedhof

Für seine Verdienste erhielt Loritz 1867 das Goldene Verdienstkreuz mit der Krone und 1869 die Goldene Salvator-Medaille der Stadt Wien; die Universität Wien ernannte ihn 1880 zum Ehrendoktor. 1892 wurde in Wien-Neubau (7. Bezirk) der Urban-Loritz-Platz nach ihm benannt, 1901 ebenda eine Bronzebüste mit der Aufschrift „Dem Menschenfreunde Pater Urban Loritz“ aufgestellt.
Urban Loritz wurde in Wien auf dem Hietzinger Friedhof in einem ehrenhalber gewidmeten Grab (Gruppe 10, Nummer 145) bestattet.

## Werke (Auswahl)
- Der Herr sei mit Euch! Gebeth- und Erbauungsbuch für katholische Christen. Wien 1844 (6. Aufl. 1860).
- Des Kindes Engel. Gebeth- und Erbauungsbuch für christkatholische Jugend. Wien 1846.
- Blätter aus dem Tagebuch meiner Pilgerreise in das heilige Land im Jahre 1855. Wien 1856 (4. Aufl. 1862).